# راندي هيليارد
راندي هيليارد (بالإنجليزية: Randy Hilliard)‏ هو لاعب كرة قدم أمريكية أمريكي، ولد في 2 يونيو 1967 في نيو أورلينز في الولايات المتحدة.

## وصلات خارجية
- راندي هيليارد على موقع مرجع كرة القدم المحترفة.كوم (الإنجليزية)